# Tour La Provence 2024
La 8.ª edición de la competición ciclista Tour La Provence fue una carrera de ciclismo en ruta por etapas que se celebró entre el 8 y el 11 de febrero de 2024 en Francia con inicio en la ciudad de Marsella y final en Arlés sobre un recorrido de 510,4 kilómetros.
La carrera formó parte del UCI Europe Tour 2024, calendario ciclístico de los Circuitos Continentales UCI, dentro de la categoría 2.1. El vencedor fue el danés Mads Pedersen del Lidl-Trek, quien estuvo acompañado en el podio por el francés Axel Zingle del Cofidis y el español Raúl García Pierna del Arkéa-B&B Hotels, segundo y tercer clasificado respectivamente.

## Equipos participantes
Tomaron parte en la carrera 17 equipos: 5 de categoría UCI WorldTeam invitados por la organización, 4 de categoría UCI ProTeam y 8 de categoría Continental. Formaron así un pelotón de 117 ciclistas de los que acabaron 68. Los equipos participantes fueron:
| WorldTeams (5)- Arkéa-B&B Hotels - Cofidis - Decathlon-AG2R La Mondiale - Groupama-FDJ - Lidl-Trek ProTeams (4)- Bingoal WB - Israel-Premier Tech - Corratec-Vini Fantini - TotalEnergies Equipos continentales (8)- Astana Qazaqstan Development Team - Beltrami TSA-Tre Colli - CIC U Nantes Atlantique - Nice Métropole Côte d'Azur - Philippe Wagner-Bazin - Project Echelon Racing - Saint Michel-Mavic-Auber 93 - Van Rysel-Roubaix |
| |

## Recorrido
El Tour de La Provence dispuso de cuatro etapas divididas en una contrarreloj, dos etapas llanas y una etapa de media montaña para un recorrido total de 510,4 kilómetros.
| Etapa     | Fecha     | Recorrido                   | type            | Distancia (km) | Desnivel (m) | Ganador          | Líder         |
| --------- | --------- | --------------------------- | --------------- | -------------- | ------------ | ---------------- | ------------- |
| Prólogo   | 8 de feb  | Marsella – Marsella         | prólogo         | 5              | 20 m         | Mads Pedersen    | Mads Pedersen |
| 1.ª etapa | 9 de feb  | Aix-en-Provence – Martigues | etapa llana     | 157,2          | 1440 m       | Mads Pedersen    | Mads Pedersen |
| 2.ª etapa | 10 de feb | Forcalquier – Manosque      | etapa escarpada | 165            | 2411 m       | Mads Pedersen    | Mads Pedersen |
| 3.ª etapa | 11 de feb | Rognac – Arlés              | etapa llana     | 183,2          | 606 m        | Tom Van Asbroeck | Mads Pedersen |

## Desarrollo de la carrera

### Prólogo
| Marsella - Marsella | prólogo | (5 km) |

| \| Clasificación de la etapa \| Clasificación de la etapa \| Clasificación de la etapa \| Clasificación de la etapa \| Clasificación de la etapa \| \| Ciclista \| Ciclista \| Equipo \| Tiempo \| \| \| ------------------------- \| ------------------------- \| --------------------------- \| ------------------------- \| ------------------------- \| \| 1.º \| Mads Pedersen \| Lidl-Trek \| 5 min 20 s \| \| \| 2.º \| Jakob Söderqvist \| Lidl-Trek \| + 6 s \| \| \| 3.º \| Samuel Watson \| Groupama-FDJ \| + 10 s \| \| \| 4.º \| Bruno Armirail \| Decathlon-AG2R La Mondiale \| + 11 s \| \| \| 5.º \| Jérémy Cabot \| Saint Michel-Mavic-Auber 93 \| + 12 s \| \| \| 6.º \| Damien Touzé \| Decathlon-AG2R La Mondiale \| + 12 s \| \| \| 7.º \| Sam Bennett \| Decathlon-AG2R La Mondiale \| + 12 s \| \| \| 8.º \| Alex Kirsch \| Lidl-Trek \| + 12 s \| \| \| 9.º \| Ewen Costiou \| Arkéa-B&B Hotels \| + 13 s \| \| \| 10.º \| Dorian Godon \| Decathlon-AG2R La Mondiale \| + 14 s \| \| |                  |                             |            |
| |                  |                             |            |
| Fuente: ProCyclingStats |                  |                             |            |
| Clasificación de la etapa |                  |                             |            |
| Ciclista | Ciclista         | Equipo                      | Tiempo     |
| 1.º | Mads Pedersen    | Lidl-Trek                   | 5 min 20 s |
| 2.º | Jakob Söderqvist | Lidl-Trek                   | + 6 s      |
| 3.º | Samuel Watson    | Groupama-FDJ                | + 10 s     |
| 4.º | Bruno Armirail   | Decathlon-AG2R La Mondiale  | + 11 s     |
| 5.º | Jérémy Cabot     | Saint Michel-Mavic-Auber 93 | + 12 s     |
| 6.º | Damien Touzé     | Decathlon-AG2R La Mondiale  | + 12 s     |
| 7.º | Sam Bennett      | Decathlon-AG2R La Mondiale  | + 12 s     |
| 8.º | Alex Kirsch      | Lidl-Trek                   | + 12 s     |
| 9.º | Ewen Costiou     | Arkéa-B&B Hotels            | + 13 s     |
| 10.º | Dorian Godon     | Decathlon-AG2R La Mondiale  | + 14 s     |

| \| Clasificación general \| Clasificación general \| Clasificación general \| Clasificación general \| Clasificación general \| \| Ciclista \| Ciclista \| Equipo \| Tiempo \| \| \| --------------------- \| --------------------- \| --------------------------- \| --------------------- \| --------------------- \| \| 1.º \| Mads Pedersen \| Lidl-Trek \| 5 min 20 s \| \| \| 2.º \| Jakob Söderqvist \| Lidl-Trek \| + 6 s \| \| \| 3.º \| Samuel Watson \| Groupama-FDJ \| + 10 s \| \| \| 4.º \| Bruno Armirail \| Decathlon-AG2R La Mondiale \| + 11 s \| \| \| 5.º \| Jérémy Cabot \| Saint Michel-Mavic-Auber 93 \| + 12 s \| \| \| 6.º \| Damien Touzé \| Decathlon-AG2R La Mondiale \| + 12 s \| \| \| 7.º \| Sam Bennett \| Decathlon-AG2R La Mondiale \| + 12 s \| \| \| 8.º \| Alex Kirsch \| Lidl-Trek \| + 12 s \| \| \| 9.º \| Ewen Costiou \| Arkéa-B&B Hotels \| + 13 s \| \| \| 10.º \| Dorian Godon \| Decathlon-AG2R La Mondiale \| + 14 s \| \| |                  |                             |            |
| |                  |                             |            |
| Fuente: ProCyclingStats |                  |                             |            |
| Clasificación general |                  |                             |            |
| Ciclista | Ciclista         | Equipo                      | Tiempo     |
| 1.º | Mads Pedersen    | Lidl-Trek                   | 5 min 20 s |
| 2.º | Jakob Söderqvist | Lidl-Trek                   | + 6 s      |
| 3.º | Samuel Watson    | Groupama-FDJ                | + 10 s     |
| 4.º | Bruno Armirail   | Decathlon-AG2R La Mondiale  | + 11 s     |
| 5.º | Jérémy Cabot     | Saint Michel-Mavic-Auber 93 | + 12 s     |
| 6.º | Damien Touzé     | Decathlon-AG2R La Mondiale  | + 12 s     |
| 7.º | Sam Bennett      | Decathlon-AG2R La Mondiale  | + 12 s     |
| 8.º | Alex Kirsch      | Lidl-Trek                   | + 12 s     |
| 9.º | Ewen Costiou     | Arkéa-B&B Hotels            | + 13 s     |
| 10.º | Dorian Godon     | Decathlon-AG2R La Mondiale  | + 14 s     |

### 1.ª etapa
| Aix-en-Provence - Martigues | etapa llana | (157,2 km) |

| \| Clasificación de la etapa \| Clasificación de la etapa \| Clasificación de la etapa \| Clasificación de la etapa \| Clasificación de la etapa \| \| Ciclista \| Ciclista \| Equipo \| Tiempo \| \| \| ------------------------- \| ------------------------- \| --------------------------- \| ------------------------- \| ------------------------- \| \| 1.º \| Mads Pedersen \| Lidl-Trek \| 3 h 32 min 35 s \| \| \| 2.º \| Axel Zingle \| Cofidis \| + 0 s \| \| \| 3.º \| Riley Pickrell \| Israel-Premier Tech \| + 0 s \| \| \| 4.º \| Samuel Watson \| Groupama-FDJ \| + 0 s \| \| \| 5.º \| Enzo Boulet \| CIC U Nantes Atlantique \| + 0 s \| \| \| 6.º \| Jérémy Lecroq \| Saint Michel-Mavic-Auber 93 \| + 0 s \| \| \| 7.º \| Sandy Dujardin \| TotalEnergies \| + 0 s \| \| \| 8.º \| David Dekker \| Arkéa-B&B Hotels \| + 0 s \| \| \| 9.º \| Paul Hennequin \| Nice Métropole Côte d'Azur \| + 0 s \| \| \| 10.º \| Jon Rye-Johnsen \| CIC U Nantes Atlantique \| + 0 s \| \| |                 |                             |                 |
| |                 |                             |                 |
| Fuente: ProCyclingStats |                 |                             |                 |
| Clasificación de la etapa |                 |                             |                 |
| Ciclista | Ciclista        | Equipo                      | Tiempo          |
| 1.º | Mads Pedersen   | Lidl-Trek                   | 3 h 32 min 35 s |
| 2.º | Axel Zingle     | Cofidis                     | + 0 s           |
| 3.º | Riley Pickrell  | Israel-Premier Tech         | + 0 s           |
| 4.º | Samuel Watson   | Groupama-FDJ                | + 0 s           |
| 5.º | Enzo Boulet     | CIC U Nantes Atlantique     | + 0 s           |
| 6.º | Jérémy Lecroq   | Saint Michel-Mavic-Auber 93 | + 0 s           |
| 7.º | Sandy Dujardin  | TotalEnergies               | + 0 s           |
| 8.º | David Dekker    | Arkéa-B&B Hotels            | + 0 s           |
| 9.º | Paul Hennequin  | Nice Métropole Côte d'Azur  | + 0 s           |
| 10.º | Jon Rye-Johnsen | CIC U Nantes Atlantique     | + 0 s           |

| \| Clasificación general \| Clasificación general \| Clasificación general \| Clasificación general \| Clasificación general \| \| Ciclista \| Ciclista \| Equipo \| Tiempo \| \| \| --------------------- \| --------------------- \| --------------------------- \| --------------------- \| --------------------- \| \| 1.º \| Mads Pedersen \| Lidl-Trek \| 3 h 37 min 54 s \| \| \| 2.º \| Jakob Söderqvist \| Lidl-Trek \| + 6 s \| \| \| 3.º \| Samuel Watson \| Groupama-FDJ \| + 11 s \| \| \| 4.º \| Bruno Armirail \| Decathlon-AG2R La Mondiale \| + 11 s \| \| \| 5.º \| Riley Sheehan \| Israel-Premier Tech \| + 12 s \| \| \| 6.º \| Jérémy Cabot \| Saint Michel-Mavic-Auber 93 \| + 12 s \| \| \| 7.º \| Damien Touzé \| Decathlon-AG2R La Mondiale \| + 12 s \| \| \| 8.º \| Sam Bennett \| Decathlon-AG2R La Mondiale \| + 12 s \| \| \| 9.º \| Alex Kirsch \| Lidl-Trek \| + 13 s \| \| \| 10.º \| Raúl García Pierna \| Arkéa-B&B Hotels \| + 13 s \| \| |                    |                             |                 |
| |                    |                             |                 |
| Fuente: ProCyclingStats |                    |                             |                 |
| Clasificación general |                    |                             |                 |
| Ciclista | Ciclista           | Equipo                      | Tiempo          |
| 1.º | Mads Pedersen      | Lidl-Trek                   | 3 h 37 min 54 s |
| 2.º | Jakob Söderqvist   | Lidl-Trek                   | + 6 s           |
| 3.º | Samuel Watson      | Groupama-FDJ                | + 11 s          |
| 4.º | Bruno Armirail     | Decathlon-AG2R La Mondiale  | + 11 s          |
| 5.º | Riley Sheehan      | Israel-Premier Tech         | + 12 s          |
| 6.º | Jérémy Cabot       | Saint Michel-Mavic-Auber 93 | + 12 s          |
| 7.º | Damien Touzé       | Decathlon-AG2R La Mondiale  | + 12 s          |
| 8.º | Sam Bennett        | Decathlon-AG2R La Mondiale  | + 12 s          |
| 9.º | Alex Kirsch        | Lidl-Trek                   | + 13 s          |
| 10.º | Raúl García Pierna | Arkéa-B&B Hotels            | + 13 s          |

### 2.ª etapa
| Forcalquier - Manosque | etapa escarpada | (165 km) |

| \| Clasificación de la etapa \| Clasificación de la etapa \| Clasificación de la etapa \| Clasificación de la etapa \| Clasificación de la etapa \| \| Ciclista \| Ciclista \| Equipo \| Tiempo \| \| \| ------------------------- \| ------------------------- \| --------------------------- \| ------------------------- \| ------------------------- \| \| 1.º \| Mads Pedersen \| Lidl-Trek \| 4 h 04 min 19 s \| \| \| 2.º \| Axel Zingle \| Cofidis \| + 0 s \| \| \| 3.º \| Clément Champoussin \| Arkéa-B&B Hotels \| + 2 s \| \| \| 4.º \| Tyler Stites \| Project Echelon Racing \| + 2 s \| \| \| 5.º \| Alexandre Delettre \| Saint Michel-Mavic-Auber 93 \| + 2 s \| \| \| 6.º \| Riley Sheehan \| Israel-Premier Tech \| + 2 s \| \| \| 7.º \| Lorenzo Germani \| Groupama-FDJ \| + 2 s \| \| \| 8.º \| Bruno Armirail \| Decathlon-AG2R La Mondiale \| + 2 s \| \| \| 9.º \| Ewen Costiou \| Arkéa-B&B Hotels \| + 2 s \| \| \| 10.º \| Raúl García Pierna \| Arkéa-B&B Hotels \| + 2 s \| \| |                     |                             |                 |
| |                     |                             |                 |
| Fuente: ProCyclingStats |                     |                             |                 |
| Clasificación de la etapa |                     |                             |                 |
| Ciclista | Ciclista            | Equipo                      | Tiempo          |
| 1.º | Mads Pedersen       | Lidl-Trek                   | 4 h 04 min 19 s |
| 2.º | Axel Zingle         | Cofidis                     | + 0 s           |
| 3.º | Clément Champoussin | Arkéa-B&B Hotels            | + 2 s           |
| 4.º | Tyler Stites        | Project Echelon Racing      | + 2 s           |
| 5.º | Alexandre Delettre  | Saint Michel-Mavic-Auber 93 | + 2 s           |
| 6.º | Riley Sheehan       | Israel-Premier Tech         | + 2 s           |
| 7.º | Lorenzo Germani     | Groupama-FDJ                | + 2 s           |
| 8.º | Bruno Armirail      | Decathlon-AG2R La Mondiale  | + 2 s           |
| 9.º | Ewen Costiou        | Arkéa-B&B Hotels            | + 2 s           |
| 10.º | Raúl García Pierna  | Arkéa-B&B Hotels            | + 2 s           |

| \| Clasificación general \| Clasificación general \| Clasificación general \| Clasificación general \| Clasificación general \| \| Ciclista \| Ciclista \| Equipo \| Tiempo \| \| \| --------------------- \| --------------------- \| -------------------------- \| --------------------- \| --------------------- \| \| 1.º \| Mads Pedersen \| Lidl-Trek \| 7 h 42 min 02 s \| \| \| 2.º \| Bruno Armirail \| Decathlon-AG2R La Mondiale \| + 24 s \| \| \| 3.º \| Ewen Costiou \| Arkéa-B&B Hotels \| + 24 s \| \| \| 4.º \| Riley Sheehan \| Israel-Premier Tech \| + 25 s \| \| \| 5.º \| Raúl García Pierna \| Arkéa-B&B Hotels \| + 26 s \| \| \| 6.º \| Axel Zingle \| Cofidis \| + 30 s \| \| \| 7.º \| Clément Champoussin \| Arkéa-B&B Hotels \| + 32 s \| \| \| 8.º \| Lorenzo Germani \| Groupama-FDJ \| + 34 s \| \| \| 9.º \| Tyler Stites \| Project Echelon Racing \| + 35 s \| \| \| 10.º \| Marco Frigo \| Israel-Premier Tech \| + 38 s \| \| |                     |                            |                 |
| |                     |                            |                 |
| Fuente: ProCyclingStats |                     |                            |                 |
| Clasificación general |                     |                            |                 |
| Ciclista | Ciclista            | Equipo                     | Tiempo          |
| 1.º | Mads Pedersen       | Lidl-Trek                  | 7 h 42 min 02 s |
| 2.º | Bruno Armirail      | Decathlon-AG2R La Mondiale | + 24 s          |
| 3.º | Ewen Costiou        | Arkéa-B&B Hotels           | + 24 s          |
| 4.º | Riley Sheehan       | Israel-Premier Tech        | + 25 s          |
| 5.º | Raúl García Pierna  | Arkéa-B&B Hotels           | + 26 s          |
| 6.º | Axel Zingle         | Cofidis                    | + 30 s          |
| 7.º | Clément Champoussin | Arkéa-B&B Hotels           | + 32 s          |
| 8.º | Lorenzo Germani     | Groupama-FDJ               | + 34 s          |
| 9.º | Tyler Stites        | Project Echelon Racing     | + 35 s          |
| 10.º | Marco Frigo         | Israel-Premier Tech        | + 38 s          |

### 3.ª etapa
| Rognac - Arlés | etapa llana | (183,2 km) |

| \| Clasificación de la etapa \| Clasificación de la etapa \| Clasificación de la etapa \| Clasificación de la etapa \| Clasificación de la etapa \| \| Ciclista \| Ciclista \| Equipo \| Tiempo \| \| \| ------------------------- \| ------------------------- \| --------------------------- \| ------------------------- \| ------------------------- \| \| 1.º \| Tom Van Asbroeck \| Israel-Premier Tech \| 4 h 10 min 37 s \| \| \| 2.º \| Sam Bennett \| Decathlon-AG2R La Mondiale \| + 0 s \| \| \| 3.º \| Axel Zingle \| Cofidis \| + 0 s \| \| \| 4.º \| Hugo Hofstetter \| Israel-Premier Tech \| + 0 s \| \| \| 5.º \| Mads Pedersen \| Lidl-Trek \| + 0 s \| \| \| 6.º \| Jérémy Lecroq \| Saint Michel-Mavic-Auber 93 \| + 0 s \| \| \| 7.º \| Paul Hennequin \| Nice Métropole Côte d'Azur \| + 0 s \| \| \| 8.º \| Sandy Dujardin \| TotalEnergies \| + 0 s \| \| \| 9.º \| Samuel Watson \| Groupama-FDJ \| + 0 s \| \| \| 10.º \| Raúl García Pierna \| Arkéa-B&B Hotels \| + 0 s \| \| |                    |                             |                 |
| |                    |                             |                 |
| Fuente: ProCyclingStats |                    |                             |                 |
| Clasificación de la etapa |                    |                             |                 |
| Ciclista | Ciclista           | Equipo                      | Tiempo          |
| 1.º | Tom Van Asbroeck   | Israel-Premier Tech         | 4 h 10 min 37 s |
| 2.º | Sam Bennett        | Decathlon-AG2R La Mondiale  | + 0 s           |
| 3.º | Axel Zingle        | Cofidis                     | + 0 s           |
| 4.º | Hugo Hofstetter    | Israel-Premier Tech         | + 0 s           |
| 5.º | Mads Pedersen      | Lidl-Trek                   | + 0 s           |
| 6.º | Jérémy Lecroq      | Saint Michel-Mavic-Auber 93 | + 0 s           |
| 7.º | Paul Hennequin     | Nice Métropole Côte d'Azur  | + 0 s           |
| 8.º | Sandy Dujardin     | TotalEnergies               | + 0 s           |
| 9.º | Samuel Watson      | Groupama-FDJ                | + 0 s           |
| 10.º | Raúl García Pierna | Arkéa-B&B Hotels            | + 0 s           |

## Clasificaciones finales
- Las clasificaciones finalizaron de la siguiente forma:[5]

### Clasificación general
| \| Clasificación general \| Clasificación general \| Clasificación general \| Clasificación general \| Clasificación general \| \| Ciclista \| Ciclista \| Equipo \| Tiempo \| \| \| --------------------- \| --------------------- \| -------------------------- \| --------------------- \| --------------------- \| \| 1.º \| Mads Pedersen \| Lidl-Trek \| 11 h 52 min 36 s \| \| \| 2.º \| Axel Zingle \| Cofidis \| + 29 s \| \| \| 3.º \| Raúl García Pierna \| Arkéa-B&B Hotels \| + 29 s \| \| \| 4.º \| Damien Touzé \| Decathlon-AG2R La Mondiale \| + 1 min 36 s \| \| \| 5.º \| Alex Kirsch \| Lidl-Trek \| + 1 min 41 s \| \| \| 6.º \| Pierre Gautherat \| Decathlon-AG2R La Mondiale \| + 1 min 46 s \| \| \| 7.º \| Alexis Gougeard \| Cofidis \| + 2 min 02 s \| \| \| 8.º \| Jakob Söderqvist \| Lidl-Trek \| + 2 min 14 s \| \| \| 9.º \| Sam Bennett \| Decathlon-AG2R La Mondiale \| + 2 min 38 s \| \| \| 10.º \| Samuel Watson \| Groupama-FDJ \| + 3 min 45 s \| \| |                    |                            |                  |
| |                    |                            |                  |
| Fuente: ProCyclingStats |                    |                            |                  |
| Clasificación general |                    |                            |                  |
| Ciclista | Ciclista           | Equipo                     | Tiempo           |
| 1.º | Mads Pedersen      | Lidl-Trek                  | 11 h 52 min 36 s |
| 2.º | Axel Zingle        | Cofidis                    | + 29 s           |
| 3.º | Raúl García Pierna | Arkéa-B&B Hotels           | + 29 s           |
| 4.º | Damien Touzé       | Decathlon-AG2R La Mondiale | + 1 min 36 s     |
| 5.º | Alex Kirsch        | Lidl-Trek                  | + 1 min 41 s     |
| 6.º | Pierre Gautherat   | Decathlon-AG2R La Mondiale | + 1 min 46 s     |
| 7.º | Alexis Gougeard    | Cofidis                    | + 2 min 02 s     |
| 8.º | Jakob Söderqvist   | Lidl-Trek                  | + 2 min 14 s     |
| 9.º | Sam Bennett        | Decathlon-AG2R La Mondiale | + 2 min 38 s     |
| 10.º | Samuel Watson      | Groupama-FDJ               | + 3 min 45 s     |

### Clasificación de la montaña
| Clasificación de la montaña | Clasificación de la montaña | Clasificación de la montaña | Clasificación de la montaña | Clasificación de la montaña |
| Ciclista                    | Ciclista                    | Equipo                      | Puntos                      |                             |
| --------------------------- | --------------------------- | --------------------------- | --------------------------- | --------------------------- |
| 1.º                         | Kévin Avoine                | Van Rysel-Roubaix           | 11 pts                      |                             |
| 2.º                         | Kasper Saver                | Philippe Wagner-Bazin       | 9 pts                       |                             |
| 3.º                         | Ewen Costiou                | Arkéa-B&B Hotels            | 5 pts                       |                             |
| 4.º                         | Alexis Guérin               | Philippe Wagner-Bazin       | 5 pts                       |                             |
| 5.º                         | Emmanuel Morin              | Van Rysel-Roubaix           | 4 pts                       |                             |
| 6.º                         | Nans Peters                 | Decathlon-AG2R La Mondiale  | 3 pts                       |                             |
| 7.º                         | Mads Pedersen               | Lidl-Trek                   | 2 pts                       |                             |
| 8.º                         | Alex Kirsch                 | Lidl-Trek                   | 1 pt                        |                             |
| 9.º                         | Alexis Gougeard             | Cofidis                     | 1 pt                        |                             |
| 10.º                        | Kenny Molly                 | Van Rysel-Roubaix           | 1 pt                        |                             |

### Clasificación de  puntos
| Clasificación por puntos | Clasificación por puntos | Clasificación por puntos    | Clasificación por puntos | Clasificación por puntos |
| Ciclista                 | Ciclista                 | Equipo                      | Puntos                   |                          |
| ------------------------ | ------------------------ | --------------------------- | ------------------------ | ------------------------ |
| 1.º                      | Mads Pedersen            | Lidl-Trek                   | 50 pts                   |                          |
| 2.º                      | Axel Zingle              | Cofidis                     | 30 pts                   |                          |
| 3.º                      | Samuel Watson            | Groupama-FDJ                | 15 pts                   |                          |
| 4.º                      | Tom Van Asbroeck         | Israel-Premier Tech         | 10 pts                   |                          |
| 5.º                      | Sam Bennett              | Decathlon-AG2R La Mondiale  | 10 pts                   |                          |
| 6.º                      | Clément Champoussin      | Arkéa-B&B Hotels            | 10 pts                   |                          |
| 7.º                      | Tyler Stites             | Project Echelon Racing      | 10 pts                   |                          |
| 8.º                      | Jérémy Lecroq            | Saint Michel-Mavic-Auber 93 | 10 pts                   |                          |
| 9.º                      | Jakob Söderqvist         | Lidl-Trek                   | 8 pts                    |                          |
| 10.º                     | Alexandre Delettre       | Saint Michel-Mavic-Auber 93 | 8 pts                    |                          |

### Clasificación de los jóvenes
| Clasificación del mejor joven | Clasificación del mejor joven | Clasificación del mejor joven     | Clasificación del mejor joven | Clasificación del mejor joven |
| Ciclista                      | Ciclista                      | Equipo                            | Tiempo                        |                               |
| ----------------------------- | ----------------------------- | --------------------------------- | ----------------------------- | ----------------------------- |
| 1.º                           | Pierre Gautherat              | Decathlon-AG2R La Mondiale        | 11 h 54 min 22 s              |                               |
| 2.º                           | Jakob Söderqvist              | Lidl-Trek                         | + 28 s                        |                               |
| 3.º                           | Ewen Costiou                  | Arkéa-B&B Hotels                  | + 2 min 07 s                  |                               |
| 4.º                           | Lorenzo Germani               | Groupama-FDJ                      | + 2 min 17 s                  |                               |
| 5.º                           | Eddy Le Huitouze              | Groupama-FDJ                      | + 7 min 44 s                  |                               |
| 6.º                           | Thibaut Bernard               | Bingoal WB Devo Team              | + 9 min 11 s                  |                               |
| 7.º                           | Paul Hennequin                | Nice Métropole Côte d'Azur        | + 9 min 20 s                  |                               |
| 8.º                           | Andrey Remkhe                 | Astana Qazaqstan Development Team | + 12 min 24 s                 |                               |
| 9.º                           | Giosuè Epis                   | Arkéa-B&B Hôtels Continentale     | + 14 min 54 s                 |                               |
| 10.º                          | Jon Rye-Johnsen               | CIC U Nantes Atlantique           | + 15 min 09 s                 |                               |

### Clasificación por equipos
| Clasificación por equipos | Clasificación por equipos   | Clasificación por equipos | Clasificación por equipos |
| Equipo                    | Equipo                      | Tiempo                    |                           |
| ------------------------- | --------------------------- | ------------------------- | ------------------------- |
| 1.º                       | Decathlon-AG2R La Mondiale  | 35 h 41 min 20 s          |                           |
| 2.º                       | Lidl-Trek                   | + 26 s                    |                           |
| 3.º                       | Cofidis                     | + 3 min 13 s              |                           |
| 4.º                       | Arkéa-B&B Hotels            | + 4 min 54 s              |                           |
| 5.º                       | Israel-Premier Tech         | + 5 min 05 s              |                           |
| 6.º                       | Groupama-FDJ                | + 7 min 00 s              |                           |
| 7.º                       | Saint Michel-Mavic-Auber 93 | + 11 min 10 s             |                           |
| 8.º                       | Van Rysel-Roubaix           | + 11 min 56 s             |                           |
| 9.º                       | TotalEnergies               | + 19 min 38 s             |                           |
| 10.º                      | Philippe Wagner-Bazin       | + 30 min 26 s             |                           |

## Evolución de las clasificaciones
| Etapa                   |                         | Ganador _        | Clasificación general | Puntos        | Montaña      | Jóvenes          | Equipo                     |
| ----------------------- | ----------------------- | ---------------- | --------------------- | ------------- | ------------ | ---------------- | -------------------------- |
| Prólogo                 | prólogo                 | Mads Pedersen    | Mads Pedersen         | Mads Pedersen | no otorgado  | Jakob Söderqvist | Lidl-Trek                  |
| 1.ª etapa               | etapa llana             | Mads Pedersen    | Mads Pedersen         | Mads Pedersen | Kévin Avoine | Jakob Söderqvist | Lidl-Trek                  |
| 2.ª etapa               | etapa escarpada         | Mads Pedersen    | Mads Pedersen         | Mads Pedersen | Marco Frigo  | Ewen Costiou     | Arkéa-B&B Hotels           |
| 3.ª etapa               | etapa llana             | Tom Van Asbroeck | Mads Pedersen         | Mads Pedersen | Kévin Avoine | Pierre Gautherat | Decathlon-AG2R La Mondiale |
| Clasificaciones finales | Clasificaciones finales |                  | Mads Pedersen         | Mads Pedersen | Kévin Avoine | Pierre Gautherat | Decathlon-AG2R La Mondiale |

## Ciclistas participantes y posiciones finales
Convenciones:
- AB-N: Abandono en la etapa "N"
- FLT-N: Retiro por arribo fuera del límite de tiempo en la etapa "N"
- NTS-N: No tomó la salida para la etapa "N"
- DES-N: Descalificado o expulsado en la etapa "N"

## UCI World Ranking
El Tour de la Provence otorgó puntos para el UCI World Ranking para corredores de los equipos en las categorías UCI WorldTeam, UCI ProTeam y Continental. Las siguientes tablas son el baremo de puntuación y los diez corredores que obtuvieron más puntos:
| Posición              | 1.º | 2.º | 3.º | 4.º | 5.º | 6.º | 7.º | 8.º | 9.º | 10.º | 11.º | 12.º | 13.º-15.º | 16.º-25.º |
| Clasificación general | 125 | 85  | 70  | 60  | 50  | 40  | 35  | 30  | 25  | 20   | 15   | 10   | 5         | 3         |
| Por etapa             | 14  | 5   | 3   |     |     |     |     |     |     |      |      |      |           |           |
| Líder                 | 3   |     |     |     |     |     |     |     |     |      |      |      |           |           |

| Clasificación |                    |                            |         |       |       |       |
| Posición      | Ciclista           | Equipo                     | General | Etapa | Líder | Total |
| ------------- | ------------------ | -------------------------- | ------- | ----- | ----- | ----- |
| 1.º           | Mads Pedersen      | Lidl-Trek                  | 125     | 42    | 9     | 176   |
| 2.º           | Axel Zingle        | Cofidis                    | 85      | 13    | -     | 98    |
| 3.º           | Raúl García Pierna | Arkéa-B&B Hotels           | 70      | -     | -     | 70    |
| 4.º           | Damien Touzé       | Decathlon AG2R La Mondiale | 60      | -     | -     | 60    |
| 5.º           | Alex Kirsch        | Lidl-Trek                  | 50      | -     | -     | 50    |
| 6.º           | Pierre Gautherat   | Decathlon AG2R La Mondiale | 40      | -     | -     | 40    |
| 7.º           | Alexis Gougeard    | Cofidis                    | 35      | -     | -     | 35    |
| 8.º           | Jakob Söderqvist   | Lidl-Trek                  | 30      | 5     | -     | 35    |
| 9.º           | Sam Bennett        | Decathlon AG2R La Mondiale | 25      | 5     | -     | 30    |
| 10.º          | Tom Van Asbroeck   | Israel-Premier Tech        | 15      | 14    | -     | 29    |